# Vatelizumab
Il vatelizumab è un anticorpo monoclonale umanizzato che si lega all'integrina alfa-2 e agisce come immunomodulatore. Gli studi clinici inerenti al vatelizumab nel trattamento delle malattie infiammatorie croniche intestinali sono stati interrotti nella fase II, a causa dell'evidente inefficacia terapeutica dell'anticorpo.